# Hugo Marchander

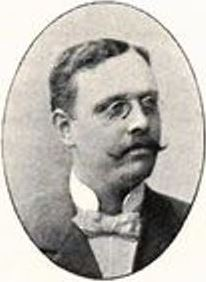
Hugo Marchander.

Erik Otto Hugo Marchander, född 15 mars 1868 i Sköns församling, Västernorrlands län, död 3 december 1934, var en svensk elektroingenjör. 
Marchander blev elev vid Kungliga Tekniska högskolan i Stockholm 1885 och avlade avgångsexamen där 1888. Han var anställd vid verkstäder i Sverige och Tyskland 1888–1890, ingenjör vid J.E. Eriksons Mekaniska Verkstads AB i Stockholm 1890–1893 och vid Siemens tekniska byrå i Stockholm 1893–1898. Han var chef för Siemens & Halskes i Berlin filial i Helsingfors 1898–1904 och verkställande direktör för Svenska AB Siemens & Halske i Stockholm 1904–1928.